# لوك ليونارد
لوك ليونارد (بالإنجليزية: Luke Leonard)‏ هو مخرج أمريكي، ولد في 17 يناير 1975 في هيوستن في الولايات المتحدة.